# Wendy Moniz
Wendy Moniz (Kansas City, 19 gennaio 1969) è un'attrice statunitense di origini portoghesi, meglio nota per la sua interpretazione di Dinah Marler nella soap opera Sentieri (1995-1999, 2000, 2002) e per i telefilm Nash Bridges (2000-2001) e The Guardian (2001-2004).
Ha anche un ruolo come ospite fisso nella serie Battery Park. Ha ricevuto due volte la candidatura per i Soap Opera Digest Awards per la sua interpretazione in Sentieri.

## Biografia
Si è sposata con David Birsner nel 1991, ma la coppia ha divorziato senza difficoltà nel 1996.
Dal 28 ottobre 2000 è sposata con il suo ex collega della soap Sentieri, Frank Grillo (già Hart Jessup) di origini italiane. La coppia ha avuto due figli: Liam (nato nel mese di agosto del 2004) e Rio Joseph Grillo (nato il 25 gennaio 2008).
Wendy Moniz è stata chiamata spesso a interpretare il ruolo del sindaco Finn di Llanview - che è subentrato al sindaco uscente Dorian Lord - nella soap opera della ABC Una vita da vivere. È andata in onda in tale ruolo a partire da settembre 2011.

## Filmografia
- Sentieri (Guiding Light) – serial TV, 150 puntate (1995-1999)
- Partners – serie TV, episodio 1x01 (1999)
- Il martedì con Morrie – film TV (1999)
- Battery Park – serie TV, episodi 1x01-1x03 (2000)
- The Others – serie TV, episodio 1x12 (2000)
- Nash Bridges – serie TV, 21 episodi (2000-2001)
- The Guardian – serie TV, 58 episodi (2001-2004)
- Law & Order - I due volti della giustizia (Law & Order) – serie TV, episodio 16x07 (2005)
- Big Shots – serie TV, 4 episodi (2007)
- Damages – serie TV, 7 episodi (2009-2010)
- Una vita da vivere (One Life to Live) – serial TV, 4 puntate (2011)
- Tradimenti (Betrayal) – serie TV, 13 episodi (2014)
- House of Cards - Gli intrighi del potere (House of Cards) – serie TV, 7 episodi (2016-2017)
- Kingdom – serie TV, 7 episodi (2016)
- Pure Genius – serie TV, 4 episodi (2016-2017)
- L'autista (Wheelman), regia di Jeremy Rush (2017)
- Yellowstone – serie TV, 27 episodi (2018-2024)
- Law & Order: Organized Crime – serie TV, 7 episodi (2021)
- FBI: Most Wanted – serie TV, 4 episodi (2022)

## Doppiatrici italiane
Nelle versioni in italiano delle opere in cui ha recitato, Wendy Moniz è stata doppiata da:
- Maddalena Vadacca in The Guardian
- Laura Boccanera in Tradimenti
- Laura Romano in House of Cards - Gli intrighi del potere
- Claudia Catani in Yellowstone
- Giuppy Izzo in Law & Order - Organized Crime
- Tatiana Dessi in FBI: Most Wanted